# Handball-DDR-Meisterschaft 1952/53
Die Handball-DDR-Meisterschaft 1952/53 der Männer und Frauen wurde in den Disziplinen Feldhandball und Hallenhandball ausgetragen.

## Männer

### Feldhandball
Der Feldhandballmeister 1952/53 wurde mit der Oberliga Feldhandball ermittelt. An der Oberliga, in der eine doppelte Punktspielrunde ausgetragen wurde, nahmen 13 Mannschaften teil. Aus politischen Gründen wurde die BSG Motor Friedrichshain-Ost, die bisher in der Gesamt-Berliner Handball-Liga vertreten war, als 13. Mannschaft in die DDR-Oberliga eingegliedert. Nach Abschluss der Punktspiele lag die Betriebssportgemeinschaft (BSG) Stahl Calbe an der Spitze der Oberliga und wurde damit neuer Feldhandballmeister.
| Pl. | Mannschaft                       | Sp | S  | U | N  | Tore    | Punkte |
| 1   | BSG Stahl Calbe                  | 23 | 18 | 2 | 3  | 226:152 | 38:08  |
| 2   | SG Dynamo Halle (M)              | 24 | 17 | 2 | 5  | 234:176 | 36:12  |
| 3   | BSG Lokomotive Gera              | 21 | 13 | 3 | 5  | 167:138 | 29:13  |
| 4   | BSG Motor Rostock                | 21 | 14 | - | 7  | 231:163 | 28:14  |
| 5   | BSG Motor Fermersleben           | 23 | 13 | - | 10 | 182:186 | 26:20  |
| 6   | BSG Lokomotive SO Magdeburg (N)  | 22 | 11 | 2 | 9  | 238:185 | 24:20  |
| 7   | BSG Motor Fraureuth              | 22 | 12 | - | 10 | 168:160 | 24:20  |
| 8   | SG Dynamo Leipzig                | 21 | 11 | 1 | 9  | 172:166 | 23:19  |
| 9   | BSG Fortschritt Weißenfels (N)   | 22 | 8  | 1 | 13 | 178:211 | 17:27  |
| 10  | BSG Lokomotive Nord Leipzig (N)  | 24 | 6  | 1 | 17 | 158:180 | 13:35  |
| 11  | BSG Motor Roßlau                 | 23 | 5  | 1 | 17 | 186:260 | 11:35  |
| 12  | BSG Motor Eisenach               | 23 | 4  | 2 | 17 | 138:211 | 10:36  |
| 13  | BSG Motor Friedrichshain Ost (N) | 21 | 3  | 3 | 15 | 119:200 | 9:33   |

1. ↑  Legende: A=Absteiger, M=Meister, N=Neuling

### Hallenhandball
Die Handball-DDR-Meisterschaft der Männer wurde am 8. Februar 1953 in der Berliner Werner-Seelenbinder-Halle unter sechs Mannschaften in Turnierform ausgetragen. Sie traten getrennt in zwei Staffeln in einer einfachen Punktrunde gegeneinander an. Die beiden Staffelsieger bestritten im Endspiel den neuen DDR-Meister.
Teilnehmer:
- BSG Lokomotive Gera
- SG Volkspolizei Halle
- BSG Rotation Leipzig Mitte
- BSG Lokomotive Magdeburg Südost
- BSG Chemie Meißen
- BSG Motor Rostock

#### Vorrunde
| Gruppe A                                |     |
| BSG Chemie Meißen – BSG Lokomotive Gera | 4:1 |
| BSG Lokomotive Gera – BSG Motor Rostock | 5:5 |
| BSG Motor Rostock – BSG Chemie Meißen   | 7:2 |

| Pl | Mannschaft          | Tore | Punkte |
| -- | ------------------- | ---- | ------ |
| 1  | BSG Motor Rostock   | 12:7 | 3:1    |
| 2  | BSG Chemie Meißen   | 6:8  | 2:2    |
| 3  | BSG Lokomotive Gera | 6:9  | 1:3    |

| Gruppe B                                              |           |
| SG Volkspolizei Halle – BSG Rotation Leipzig Mitte    | 7:4       |
| BSG Rotation Leipzig Mitte – BSG Lok Südost Magdeburg | 2:4       |
| BSG Lok Südost Magdeburg – Volkspolizei Halle         | 5:6 n. V. |

| Pl | Mannschaft                 | Tore | Punkte |
| -- | -------------------------- | ---- | ------ |
| 1  | SG Volkspolizei Halle      | 13:9 | 4:0    |
| 2  | BSG Lok Südost Magdeburg   | 9:8  | 2:2    |
| 3  | BSG Rotation Leipzig Mitte | 6:11 | 0:4    |

#### Endspiel
| BSG Motor Rostock – SG Volkspolizei Halle 5:2 |

Deutsches Sportecho vom 9. Februar 1953: „Der Höhepunkt des Abends war die mit Spannung erwartete Auseinandersetzung des alten DDR-Meisters VP Halle, der sich am Vormittag erst in der Verlängerung bis ins Finale durchspielen konnte, mit der Mannschaft von Motor Rostock, die in der letzten Zeit ein hohes Spielniveau unter Beweis gestellt hatte. Motor Rostock lief gegen VP Halle zu einer wahrhaft meisterlichen Form auf. Gegen die wirbelnden Angriffe der Rostocker konnte VP Halle mit seiner Manndeckung nie die richtige Einstellung finden. Auf der anderen Seite vereitelte die aufmerksame Deckung der Motor-Elf, im Verein mit dem sich übertreffenden Torwart Hinrichs, spielentscheidende Torerfolge für den alten Meister.“

Die BSG Motor setzte während der Saison folgende Spieler ein: Hans-Jürgen Hinrichs (Tor), Hermann Dowe, Heinz Flach, Rudolf Herhaus, Gert Langhoff, Klaus-Dieter Matz, Günter Mundt, Günter Quednau und Paul-Friedrich Reder.

## Frauen

### Hallenhandball
Der Meister der Frauen im Hallenhandball wurde in einer Turnier-Endrunde am 7. und 8. Februar 1953 in der Ost-Berliner Werner-Seelenbinder-Halle ermittelt.

#### Gruppenspiele
(7. Februar 1953)
| Gruppe A                                             |     |
| BSG Rotation Leipzig Mitte – BSG Fortschritt Meerane | 3:0 |
| BSG Rotation Leipzig Mitte – BSG Lok Wittenberge     | 2:0 |
| BSG Lok Wittenberge – BSG Fortschritt Meerane        | 1:1 |

| Pl | Mannschaft                 | S | U | N | Tore | Punkte |
| -- | -------------------------- | - | - | - | ---- | ------ |
| 1  | BSG Rotation Leipzig Mitte | 2 | 0 | 0 | 5:0  | 4:0    |
| 2  | BSG Lok Wittenberge        | 0 | 1 | 1 | 1:3  | 1:3    |
| 3  | BSG Fortschritt Meerane    | 0 | 1 | 1 | 1:4  | 1:3    |

| Gruppe B                                   |     |
| BSG Motor Wismar – BSG Lokomotive Gera     | 3:1 |
| BSG Motor Wismar – BSG Rotation Babelsberg | 3:0 |
| Rotation Babelsberg – BSG Lokomotive Gera  | 2:0 |

| Pl | Mannschaft              | S | U | N | Tore | Punkte |
| -- | ----------------------- | - | - | - | ---- | ------ |
| 1  | BSG Motor Wismar        | 2 | 0 | 0 | 6:1  | 4:0    |
| 2  | BSG Rotation Babelsberg | 1 | 0 | 1 | 2:3  | 2:2    |
| 3  | BSG Lokomotive Gera     | 0 | 0 | 2 | 1:5  | 0:4    |

#### Endspiel
(8. Februar 1953)
| BSG Rotation Leipzig-Mitte – BSG Motor Wismar 3:1 (1:0) |

Während die Presse dem Männerturnier die „hohe Schule“ des Hallenhandballsports bescheinigt, beklagte sie bei den Frauen ein enttäuschendes Niveau. Ihren Titelgewinn verdankten die Leipzigerinnen in erster Linie dem großartigen Spiel ihrer Torhüterin Anni Transchel. (Neue Zeit, 10. Februar 1953, S. 3)

### Feldhandball
Am 20. September 1953, als bereits die Saison im Frauen-Hallenhandball begonnen hatte, wurde die DDR-Meisterschaft der Frauen im Feldhandball abgeschlossen. Im Endspiel besiegten die Titelverteidigerinnen der BSG Einheit Weimar die BSG Motor West Leipzig mit 6:4.